# Milutin Milanković
Milutin Milanković (souvent francisé en Milankovitch, en serbe cyrillique : Милутин Миланковић), né le 28 mai 1879 à Dalj en Autriche-Hongrie (aujourd'hui Croatie) et mort le 12 décembre 1958 à Belgrade en Yougoslavie (aujourd'hui Serbie) est un ingénieur, astronome, géophysicien, inventeur et climatologue serbe,.
Le prix décerné depuis 1933 par la société géophysique d’Europe dans le domaine de la climatologie et de la météorologie porte le nom de Milutin Milanković. La NASA a proclamé Milanković l'un des plus importants savants dans le domaine des sciences de la Terre.

## Biographie

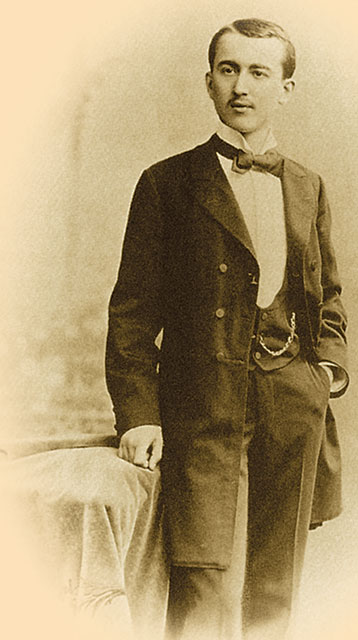
Milutin Milanković étudiant à Vienne

Comme Nikola Tesla, Milanković profite des avantages de boursiers qu'ont les Serbes dans les confins militaires de l'empire d'Autriche. Il apprend les bases des mathématiques avec son père. Milanković est éduqué dans l’esprit traditionnel serbe.
Lors de ses études à l’université technique de Vienne, il aimait sortir la nuit avec ses amis et était admirateur de la Madone au belvédère de Raphaël. En 1904, il obtient son doctorat en sciences techniques de l'université technique de Vienne.
Inspiré par un profond patriotisme, Milanković abandonne une vie confortable et un travail à succès à Vienne et arrive à Belgrade en tant que professeur de mathématiques à l'université de Belgrade. En 1909, il devient assistant en mathématiques appliquées.
En 1914, il est fait prisonnier par l'armée austro-hongroise (libéré en 1917). C’est peut-être en captivité qu’il a l'intuition que les variations saisonnières et latitudinales d'énergie solaire reçues par la Terre sont la cause des changements climatiques.
Pour démontrer cette intuition, il entreprend, à partir de 1920, des recherches, très mathématiques, sur les déterminants astronomiques du climat au quaternaire et la généralise avec la théorie astronomique des changements climatiques des planètes. Le résultat de ces recherches est publié en 1941 avec la Théorie astronomique du climat, concernant l'ensoleillement global, assortie de tables, toujours en usage à l'heure actuelle. Il met en évidence l'existence de cycles climatiques (notamment glaciaires) et leur corrélation avec les conditions astronomiques.
Milanković a également posé la théorie des mouvements des continents sur Terre. Il est l'auteur du calendrier astronomique le plus précis. À l’âge de 63 ans, il a sublimé l’ensemble de son œuvre dans la Théorie mathématique du climat.
Lors du Synode de Constantinople de 1923 il a proposé le calendrier julien révisé, également appelé « calendrier Milanković » ou « Nouveau calendrier », élaboré par lui . Son objet est de rétablir, au moins pour un temps, la correspondance de dates qui divergent depuis plus de quatre cents ans entre la pratique des Églises orthodoxes, fondée sur le calendrier julien, et le calendrier grégorien. Pour ce faire, Milanković prévoit, en octobre 1923, un décalage de 13 jours du calendrier julien.

## Théorie mathématique du climat
La publication des travaux de Milanković, dans une Europe en guerre, passe quasiment inaperçue. Ses théories ne sont largement admises qu'au début des années 1970. C'est dû à la datation insatisfaisante des calottes glaciaires, aux énormes délais mis en jeu dans l'accumulation des couches de glace et à la nature complexe des divers rayonnements et leurs rapports au climat. Ces facteurs fournissent beaucoup trop d'explications alternatives aux changements climatiques pour n'en retenir qu'une seule (celle de Milanković), si séduisante soit-elle.
À partir de 1976, l'examen des indicateurs climatiques provenant de carottes réalisées dans des sédiments océaniques profonds confirment la théorie de Milanković et sa réelle corrélation aux cycles de changements environnementaux : « Les variations orbitales demeurent le mécanisme le plus complètement examiné du changement climatique sur des échelles de temps de dizaines de milliers d'années et sont de loin l'effet direct le plus clair des variations d'insolation sur l'atmosphère terrestre… »
En 1911, Milanković décide de dresser une carte des périodes glaciaires du Pléistocène, assortie de tables, toujours en usage à l'heure actuelle. Le Pléistocène (l'époque géologique allant de 2,6 million d'années à 11 500 ans, environ) est caractérisé par des périodes glaciaires prolongées, les glaciers couvrant des continents, interrompues par des périodes interglaciaires courtes, au climat tempéré. Milanković fait tous ses calculs à la main, et il les refait pendant les trente années suivantes. Il y incorpore de nouvelles informations sur de petites variations de l'inclinaison de l'axe de la Terre et sur de petits changements orbitaux provoqués par l'attraction gravitationnelle d'autres planètes. Chacune de ces variations orbitales a sa propre échelle de temps et, par conséquent, elles agissent l'une sur l'autre de différentes manières, mais chacune est régulière. Remontant jusqu'à 600 000 ans en arrière dans ses calculs, il mesure soigneusement l'effet de ces facteurs sur le rayonnement solaire affectant l'hémisphère nordique. Les diagrammes et les tables de Milanković créés à l'époque sont encore employés aujourd'hui. Finalement, le mathématicien arrive à une théorie astronomique complète des glaciations.
Ainsi, deux cycles de glaciation longs de 413 000 et 100 000 ans se corrèlent à deux cycles courts de 40 000 et 21 000 ans, suivant les variations (connues) de l'orbite et de la rotation terrestres (inclinaison, excentricité de l'orbite, précession et nutation). Les plus grosses planètes du système solaire, Jupiter et Saturne, sont les principales causes de perturbation des mouvements orbitaux de la Terre.
D'autres causes peuvent provoquer des changements climatiques à moyen terme, qui ne sont pas et ne peuvent être décrites par la Théorie mathématique du climat de Milanković : les plus importants séismes (comme celui du 26 décembre 2004) peuvent eux aussi faire dévier l'axe de rotation. D'autre part, les grandes éruptions volcaniques et la fumée qu'elles rejettent diminuent la quantité de chaleur reçue au sol. Également, les activités solaires, bio-naturelles (activité des végétaux, des animaux), anthropiques (industrielles, agricoles…), voire météoritiques peuvent représenter autant de facteurs de perturbation du climat.

### La composante astronomique
Milanković démontre que le cycle des glaciations trouve son origine dans deux types de périodicité : des périodes longues, comprises entre 413 000 et 100 000 ans, et des périodes plus courtes de 40 000 ans et de 21 000 ans.
Ces périodicités sont corrélées avec des variations de l'excentricité de l'orbite terrestre, de l'inclinaison de l'axe de rotation de la Terre (l'obliquité), et de la précession (ou rotation de cet axe).
La glaciation de Würm, la dernière grande glaciation, a connu son maximum il y a 18 000 ans. Les températures étaient inférieures d'environ quatre degrés à celles actuelles. Depuis la fin de cette dernière grande glaciation, il y a environ dix mille ans, le climat est plus clément et relativement stable à long terme. Cette douceur a permis aux sociétés primitives de chasseurs-cueilleurs de se sédentariser et de développer l'agriculture et l'élevage (passage du Paléolithique au Néolithique).
D'après les cycles de Milanković, on peut s'attendre au retour d'une glaciation dans quelques dizaines de milliers d'années.

### L'activité solaire
L'activité solaire a une influence modérée et à court terme. Un maximum de taches solaires tous les onze ans environ entraîne une activité radiative plus forte suivie, dans un court laps de temps (un à deux ans après le maximum), d'une hausse corrélée de la température sur Terre évaluée à 0,1 degré Celsius et réversible au minimum suivant. Cette influence solaire est déphasée d'avec les grands cycles climatiques de par sa période courte et sa réversibilité.

### L'activité météoritique
Les chutes, aléatoires, de gros météores (astéroïdes ou comètes) modifient à l'évidence non seulement les conditions de vie mais aussi les conditions climatiques de notre planète.

### L'activité terrestre
Le volcanisme terrestre agit de deux manières. Les lâchers de cendres importants peuvent occulter les rayons du Soleil (avec diminution de la quantité de chaleur reçue, modification de l'albédo, etc.) et ainsi provoquer une ère glaciaire telle que celle qui semble avoir eu lieu au cours du Riss. La force de l'explosion, proche du million de mégatonnes, peut en elle-même « bousculer » l'axe de rotation terrestre.
La biomasse représente aussi un facteur de perturbation en raison d'une part de son impact sur l’effet de serre, d'autre part d'une modification possible de l'albédo, que ses évolutions soient naturelles (diminution continue de la température moyenne de la Terre, activité des végétaux et des animaux, phénomènes météorologiques) ou causées par les humains (industrie, agriculture).

## Publication
- Milutin Milanković, Théorie mathématique des phénomènes thermiques produits par la radiation solaire, Paris, Gauthier-Villars, 1920, XVI-339 p., in 8 (BNF 30946479, présentation en ligne)
- (de) Milutin Milanković, Mathematische Klimalehre und Astronomische Theorie der Klimaschwankungen, Handbuch der Klimalogie Band 1, Teil A Borntrager Berlin, 1930
- (de) Milutin Milanković, Kanon der Erdbestrahlungen und seine Anwendung auf das Eiszeitenproblem, Belgrade, 1941